# لپتون‌زایی
چرا در جهان امروز میزان ماده از پادماده بیشتر است؟
درکیهان‌شناسی فیزیکی، لپتون‌زایی نام گروهی از فرایندهای فیزیکی فرضی است که در نخستین لحظات جهان سبب پیدایش عدم تقارن میان لپتون‌ها و پادلپتون‌ها شدند و در نتیجه این فرایندها لپتون بر پادلپتون برتری یافت. به فرایند مشابهی که در مورد باریون‌ها اتفاق افتادباریون‌زایی گفته می‌شود.
عدم تقارن لپتون و باریون عاملی اساسی برای پدیده بسیار شناخته‌شده‌تر هسته‌زایی مه‌بانگ، که طی آن هسته‌های اتمی سبک شروع به شکل‌گیری نمودند، به‌شمار می‌رود. برای تولید موفقیت‌آمیز هسته‌های اتمی سبک می‌بایست وقتی که تنها چند دقیقه از عمر جهان سپری شده‌بود، عدم تعادلی به اندازه یک بخش در میلیارد، بین باریون‌ها و پادباریون‌ها به وجود آمده‌باشد.
هرچند که قانون پایستگی جهانی بار پیشنهاد می‌دهد که میزان عدم تقارن میان لپتون‌ها و پادلپتون‌ها باردار (الکترون‌ها، میون‌ها و ذرات تاو) نیز باید در همان حد و اندازه عدم تقارن باریونی باشد.
البته در مدل پذیرفته‌شده کنونی از برهم‌کنش‌های میان ذرات بنیادی، که با نام مدل استاندارد شناخته می‌شود، لپتون‌ها را تنها می‌توان به صورت زوج با پادلپتون تولید نمود و امکان تولید یک لپتون تنها وجود ندارد؛ زیرا قوانین پایستگی مانند پایستگی بار الکتریکی فرایندهای ممکن را محدود می‌کنند.
| γ  | + | γ  | → | e−  | + | e+  | (جفت‌سازی)     |
| μ− | → | e− | + | ν e | + | ν μ | (واپاشی میون) |
| n  | → | p  | + | e−  | + | ν e | (واپاشی بتا)  |

نظریه‌های لپتون‌زایی برای توصیف سازوکارهای ممکن برای وقوع این پدیده، از زیرشاخه‌های فیزیک مانند نظریه میدان کوانتومی وفیزیک آماری بهره می‌گیرند. لپتون‌زایی و باریون‌زایی به گونه دیگری نیز به هم مرتبط می‌شوند. این ارتباط مربوط به پدیده‌ای در مورد مدل استاندارد است که می‌توانعدد لپتونی وعدد باریونی را به یکدیگر تبدیل نمود. از این طریق می‌توان باریون‌زایی را نتیجه لپتون‌زایی دانست زیرا بخشی از عدم تقارن لپتونی می‌تواند به عدم تقارن باریونی تبدیل شود. در پیکربندی‌های خاصی از میدان‌های پیمانه‌ای به نام اسفالرون‌ها می‌توان لپتون را به باریون و بالعکس تبدیل نمود.